# Matsudaira Shigemasa
Matsudaira Shigemasa est un nom japonais traditionnel ; le nom de famille (ou le nom d'école), Matsudaira, précède donc le prénom (ou le nom d'artiste).
Matsudaira Shigemasa (松平 重昌) (9 octobre 1743 – 25 avril 1758) est un daimyo de l'époque d'Edo de l'histoire du Japon. Il est à la tête du domaine de Fukui dans la province d'Echizen.